# Chemistry & Industry
Chemistry & Industry, abgekürzt Chem. Ind.-Lond., ist eine wissenschaftliche Fachzeitschrift, die vom Wiley-Verlag im Auftrag der Society of Chemical Industry veröffentlicht wird. Derzeit erscheint die Zeitschrift monatlich. Es werden Übersichtsartikel und Kommentare mit Bezug zur Chemischen Industrie veröffentlicht.
Der Impact Factor lag im Jahr 2019 bei 0,161. Nach der Statistik des ISI Web of Knowledge wird das Journal mit diesem Impact Factor in der Kategorie angewandte Chemie an 69. Stelle von 71 Zeitschriften geführt.
Chefredakteur ist Neil Eisberg.